# Midskogstjärnen (Ramsele socken, Ångermanland, 704815-153776)
Midskogstjärnen är en sjö i Sollefteå kommun i Ångermanland och ingår i Ångermanälvens huvudavrinningsområde. Sjön har en area på 0,0485 kvadratkilometer och ligger 287,1 meter över havet. Sjön avvattnas av vattendraget Nylandsbäcken.

## Delavrinningsområde
Midskogstjärnen ingår i det delavrinningsområde (704738-153622) som SMHI kallar för Mynnar i Faxälvens vattendragsyta. Medelhöjden är 299 meter över havet och ytan är 18,56 kvadratkilometer. Det finns inga avrinningsområden uppströms utan avrinningsområdet är högsta punkten. Nylandsbäcken som avvattnar avrinningsområdet har biflödesordning 3, vilket innebär att vattnet flödar genom totalt 3 vattendrag innan det når havet efter 122 kilometer. Avrinningsområdet består mestadels av skog (87 procent). Avrinningsområdet har 0,26 kvadratkilometer vattenytor vilket ger det en sjöprocent på 1,4 procent. Bebyggelsen i området täcker en yta av 0,61 kvadratkilometer eller 3 procent av avrinningsområdet.